# Blepharicera zionensis
Blepharicera zionensis är en tvåvingeart som först beskrevs av Alexander 1953.  Blepharicera zionensis ingår i släktet Blepharicera och familjen Blephariceridae.
Artens utbredningsområde är Utah. Inga underarter finns listade i Catalogue of Life.